# 普利斯维尔 (阿拉巴马州)
普利斯维尔（英文：Priceville），是美国阿拉巴马州下属的一座城市。面积约为5.23平方英里（约合13.55平方公里）。根据2010年美国人口普查，该市有人口2,658人，人口密度为508.12/平方英里（约合196.16/平方公里）。